# Собор святого Христофора (Рурмонд)
Собор святого Христофора (нід. Sint-Christoffelkathedraal) — католицька церква, що знаходиться в місті Рурмонд, Нідерланди. Освячена на честь святого Христофора, покровителя мандрівників.
Збудована в 1410 році в неоготичному стилі. Церква перебувала спочатку поза міськими стінами Рурмонде. У XV столітті був перебудований вівтар. У 1661 році церква стала кафедральним собором заснованої в 1559 році дієцезії Рурмонд. Під час II Світової війни від обстрілу постраждала вежа церкви, після війни вежа відновлена в первісному вигляді.
13 квітня 1992 церква святого Христофора частково зруйнувалася в результаті землетрусу, що уразив Нідерланди і Німеччину. У наступні роки собор був відновлений, його інтер'єр був пристосований до сучасної католицької літургії.